# Catherine Carr
Catherine Carr (Albuquerque, 27 maggio 1954) è un'ex nuotatrice statunitense.

## Palmarès
Olimpiadi
- 2 medaglie:
  - 2 ori (100 metri rana a Monaco di Baviera 1972, staffetta 4x100 metri misti a Monaco di Baviera 1972).

Universiadi
- 4 medaglie:
  - 2 ori (200 metri rana a Mosca 1973, staffetta 4x100 metri misti a Mosca 1973)
  - 2 argenti (100 metri rana a Mosca 1973, 200 metri misti a Mosca 1973).